# Berkanush
Berkanush (en arménien Բերքանուշ ) est une communauté rurale du marz d'Ararat en Arménie. En 2008, elle compte 1 968 habitants.